# Perideridia gairdneri
Perideridia gairdneri är en flockblommig växtart som först beskrevs av William Jackson Hooker och George Arnott Walker Arnott, och fick sitt nu gällande namn av Mildred Esther Mathias. Perideridia gairdneri ingår i släktet Perideridia och familjen flockblommiga växter. Inga underarter finns listade i Catalogue of Life.

## Bildgalleri

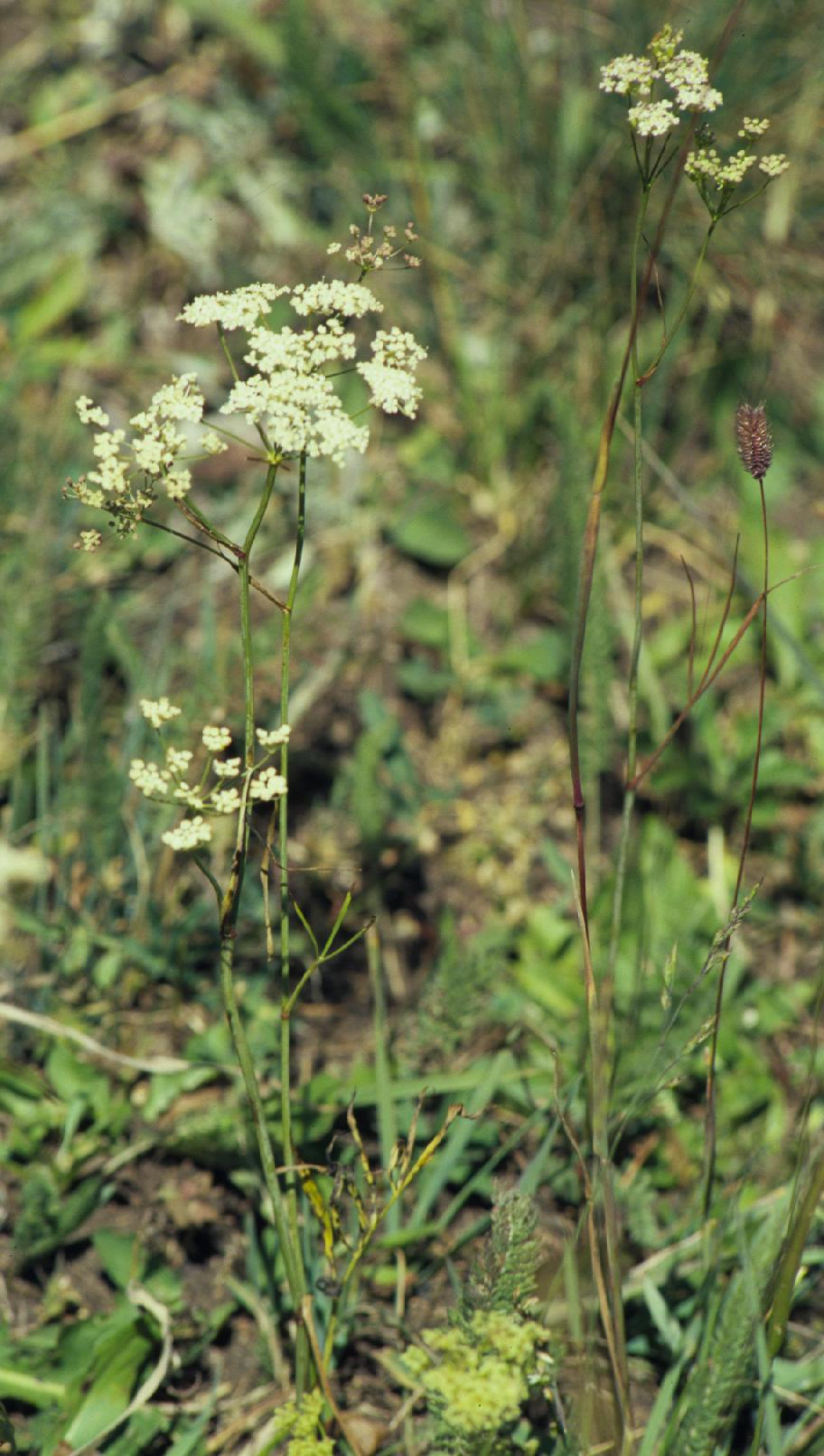